# 2022-es World Mixed Doubles (snooker)
A 2022-es World Mixed Doubles (hivatalosan a 2022 BetVictor World Mixed Doubles) egy profi, nem pontszerző snookertorna volt, melyet 2022. szeptember 24. és 25. között rendeztek az angliai Milton Keynesben. Az eseményt a World Snooker Tour szervezte 2022–2023-as snookerszezon részeként, és a BetVictor sportfogadási vállalat szponzorálta. Ezt a csapatversenyt négy vegyes páros csapat alkotta, amelyek körmérkőzéses formában játszottak a döntőbe jutásért. Ez volt az első torna az 1991-es World Masters profi snookertorna óta, ahol vegyes páros csapatok is versenyeztek. Az 1991-es hamburgi döntőben Steve Davis és Allison Fisher 5–4-re legyőzte Stephen Hendryt és Stacey Hillyardot. Annak ellenére, hogy az első két körmérkőzésüket elveszítették, Mink Nutcharut és Neil Robertson továbbjutottak a döntőbe, ahol Rebecca Kennat és Mark Selbyt 4–2-re legyőzve megnyerték a tornát.

## Lebonyolítás
A versenyen összesen nyolc, négy női és négy férfi játékos vehetett részt. A World Snooker Tour és a World Women’s Snooker Tour világranglista négy-négy legjobb helyezettjeit hívták meg. A párosításokat 2022. augusztus 6-án sorsolták ki. A torna első része körmérkőzéses formában zajlott, minden mérkőzésen 4 frame-et játszottak le. A csapattagok váltották egymást, de nem lökésenként. Amíg szabályosan tudtak golyót elrakni, addig ugyanaz a játékos maradhatott az asztalnál, aki elkezdte a breaket. Az a két csapat, amelyik a legtöbb frame-et nyerte meg a körmérkőzések során, bejutott a döntőbe, ami 4 nyert frame-ig tartott.

## Díjazás
A torna összdíjazása 140 000 font volt, ebből a győztesek 30 000-30 000 fontot kaptak. Az egyes szakaszokig eljutó játékosok az alábbi díjazásban részesültek:
- Győztes: 60 000 £ (30 0000 £ játékosonként)
- Döntős: 40 000 £ (20 0000 £ játékosonként)
- Csoport harmadik: 20 000 £ (10 0000 £ játékosonként)
- Csoport negyedik: 20 000 £ (10 0000 £ játékosonként)
- Összesen: 140 000 £

## Sorsolás
A félkövérrel szedett csapatok a mérkőzés győzteseit jelölik.
| Hely. | Játékos                        | M | Gy | D | V | F+ | F- | FK | LB  |
| ----- | ------------------------------ | - | -- | - | - | -- | -- | -- | --- |
| 1     | Rebecca Kenna Mark Selby       | 3 | 3  | 0 | 0 | 9  | 3  | +6 | 134 |
| 2     | Mink Nutcharut Neil Robertson  | 3 | 1  | 0 | 2 | 6  | 6  | 0  | 74  |
| 3     | Reanne Evans Ronnie O’Sullivan | 3 | 1  | 0 | 2 | 5  | 7  | -2 | 111 |
| 4     | Ng On-yee Judd Trump           | 3 | 1  | 0 | 2 | 4  | 8  | -4 | 75  |

| O’Sullivan / Evans | 1–3 | Trump / Ng            |
| Selby / Kenna      | 3–1 | Robertson / Nutcharut |
| O’Sullivan / Evans | 3–1 | Robertson / Nutcharut |
| Trump / Ng         | 1–3 | Selby / Kenna         |
| O’Sullivan / Evans | 1–3 | Selby / Kenna         |
| Trump / Ng         | 0–4 | Robertson / Nutcharut |

## Döntő
| Döntő: 4 nyert frame-ig. Játékvezető: Desislava Bozhilova Marshall Arena, Milton Keynes, Anglia, 2022. szeptember 26. |                  |                               |
| Rebecca Kenna Mark Selby                                                                                              | 2–4              | Mink Nutcharut Neil Robertson |
| Frame-ek pontjai: (107) 108–8, 0–78 (69), 23–61, 25–75 (67), 82–0, 6–105                                              |                  |                               |
| 107 | Legnagyobb break | 69                            |
| 1 | Százas breakek   | 0                             |
| 1 | 50+ breakek      | 2                             |

## Százas breakek
A tornán összesen 3 százas breaket löktek.
- 134, 107  –  Mark Selby
- 111  –  Ronnie O’Sullivan